# Nannolaimus guttatus
Nannolaimus guttatus är en rundmaskart som beskrevs av Nathan Augustus Cobb 1920. Nannolaimus guttatus ingår i släktet Nannolaimus och familjen Cyatholaimidae. Inga underarter finns listade i Catalogue of Life.